# Maturité d'un marché
 (février 2016).
Si vous disposez d'ouvrages ou d'articles de référence ou si vous connaissez des sites web de qualité traitant du thème abordé ici, merci de compléter l'article en donnant les références utiles à sa vérifiabilité et en les liant à la section « Notes et références ».
On parle de maturité d'un marché quand le taux d'équipement pour un produit ou un service est élevé par rapport au potentiel du marché. Si tous les acteurs sont équipés, le marché est dit saturé.